# Antsla
Antsla (tysk: Anzen) er en by i det sydøstlige Estland.
Byen har et indbyggertal på 1.211 (2024) indbyggere og er hovedby i Antsla kommune.